# Миясское сельское поселение
Миясское се́льское поселе́ние — муниципальное образование в Нижнетавдинском районе Тюменской области Российской Федерации.
Административный центр — село Мияссы.

## География
Поселение  находится на западе Тюменской области, в пределах юго-западной части Западно-Сибирской низменности, в зоне подтайги.

### Климат
Климат резко континентальный с холодной продолжительной зимой и коротким тёплым летом. Средняя температура воздуха самого холодного месяца (января) — −18,6 °C (абсолютный минимум — −53 °C); самого тёплого месяца (июля) — 17,6 °C (абсолютный максимум — 38 °С). Безморозный период длится в среднем 111 дней. Среднегодовое количество атмосферных осадков составляет 300—400 мм, из которых 70 % выпадает в тёплый период. Продолжительность залегания снежного покрова составляет в среднем 156 дней.

## История
Миясский сельский совет образован 13 октября 1926 года в составе Нижнетавдинского района Тюменского округа Уральской области. В сельсовет вошла деревня Мияссы/ Миясская (административный центр) и выселок Катыр.
По данным всесоюзной переписи 1926 года в сельсовете в 142 хозяйствах проживало 742 человека (353 мужчины и 389 женщин), в том числе: русские составляли 100 % населения:44.
Позднее включены деревни Борки, Князева, Северо-Кедровка. В 1940-е г.г. вошёл новый посёлок Первомайский. 23 апреля 1957 года включены населённые пункты упразднённого Морозовского сельсовета — Морозовка, Берёзовка, Плюшкина, Полуденно-Кедровка.
Статус и границы сельского поселения установлены Законом Тюменской области от 5 ноября 2004 года № 263 «Об установлении границ муниципальных образований Тюменской области и наделении их статусом муниципального района, городского округа и сельского поселения».

## Население
| 2010 | 2011 | 2012 | 2013 | 2014 | 2015 | 2016 |
| ---- | ---- | ---- | ---- | ---- | ---- | ---- |
| 610  | ↗611 | ↘583 | ↗616 | ↘603 | ↘577 | ↘551 |
| 2017 | 2018 | 2019 | 2020 | 2021 |      |      |
| ↘539 | ↘534 | ↘519 | ↘508 | ↗693 |      |      |

## Состав сельского поселения
| № | Населённый пункт | Тип населённого пункта       | Население |
| - | ---------------- | ---------------------------- | --------- |
| 1 | Мияссы           | село, административный центр | 493       |
| 2 | Морозовка        | деревня                      | 18        |
| 3 | Нижнепристанской | посёлок                      | 9         |
| 4 | Первомайский     | посёлок                      | 90        |

## Председатели сельсовета
Председателем исполкома сельсовета были: А. Н. Болдырев, М. М. Колмогорова, М. Н. Слепченко, К. А. Фёдорова, П. А. Чилимов, В. А. Синицина, Н. М. Шабалин; поселения — С. Н. Барсукова.